# Leonhard Marstaller
Leonhard Marstaller (* 1488 in Nürnberg; † 1546 in Freising) war ein katholischer Theologe der Reformationszeit.
Marstaller studierte an den Universitäten in Ingolstadt, Paris und Wien und promovierte 1519 zum Doktor der Theologie. Beeinflusst und gefördert von Johannes Eck wurde er im gleichen Jahr Professor an der damals hochgeachteten Universität Ingolstadt. Marstaller bekleidete zahlreiche Male das Amt des Dekans sowie das des Rektors, insgesamt blieb er jedoch im Schatten Ecks. Nach dessen Tod wurde Marstaller Prokanzler der Universität und bemühte sich eifrig darum, ihre Bedeutung als ein geistiges Zentrum der Gegenreformation aufrechtzuerhalten. Marstaller war bis zu seinem Tod auch Domherr zu Eichstätt.